# Joseph Mar Ivanios
Joseph Mar Ivanios (geboren als Joseph Daniel am 19. August 1970) ist ein indischer Theologe und Bischof der Mar-Thoma-Kirche. Er wurde am 2. Dezember 2023 zum Bischof geweiht und steht der Diözese Mumbai vor.

## Leben
Joseph Mar Ivanios hatte zuerst Geschichte am St. Thomas College in Kozhencherry und am Catholicate College in Pathanamthitta studiert, bevor er ins Priesterseminar der Mar-Thoma-Kirche in Kottayam eintrat. Er erwarb seinen Bachelor-Abschluss 1998 und wurde im gleichen Jahr zum Priester geweiht. 2006 erwarb er einen Masterabschluss in Kirchengeschichte in Kottayam. Nach einem Auslandsstudium am Institut für Christkatholische Theologie in Bern promovierte er 2014 an der Universität Bern mit einer Arbeit über die ökumenischen Beziehungen der Mar-Thoma-Kirche.
Neben seiner Arbeit in verschiedenen Gemeinden der Mar-Thoma-Kirche und seinen theologischen Studien vertrat Joseph Mar Ivanios die Mar-Thoma-Kirche in verschiedenen ökumenischen Konferenzen. Unter anderem war er Mitglied des Policy Reference Committees bei der Vollversammlung des Ökumenischen Rates der Kirchen 2022 in Karlsruhe.

## Publikationen
Ecumenism in Praxis. A Historical Critique of the Malankara Mar Thoma Syrian Church. Bern (Peter Lang) 2014, ISBN 978-3-631-65480-4